# أسكينو (باشكورستان)
أسكينو ((بالروسية: Аскино)‏ ، (بالباشقيرية: Асҡын)‏) هي بلدة ريفية وتعد المركز الإداري لكل من المقاطعة الإدارية والبلدية لمقاطعة أسكينسكي في جمهورية باشكورتوستان، روسيا. السكان: 6,918 (تعداد 2010)